# Esztrád (album)
Az Esztrád a  magyar Hobo Blues Band blueszenekar ötödik nagylemeze, melyet 1986-ban adtak ki.

## Számok
1. 45-ös blues – 6:36
2. Túl az Óperencián – 2:18
3. Banális blues – 6:55
4. 6:3 – 4:58
5. Lombardozzi belépője a II. felvonásban – 6:32
6. És jött a két Latabár – 4:08
7. A kis vörös kakas – 6:50
8. Ars Bluesica – 5:32

## Közreműködők
- Döme Dezső – dob
- Földes László – ének
- Póka Egon – basszusgitár
- Tóth János Rudolf – gitár
- Závodi János – gitár
- Fuchs László – billentyűs hangszerek
- Nagy Géza – klarinét
- Robert Till – szájharmonika